# 剣神ドラゴンクエスト 甦りし伝説の剣
『剣神ドラゴンクエスト 甦りし伝説の剣』（けんしんドラゴンクエスト よみがえりしでんせつのつるぎ）は、2003年9月19日にスクウェア・エニックスから発売された、ドラゴンクエストシリーズの体感ゲームマシン。

## 概要
PlayStation 2等の家庭用ゲーム機のソフトではなく、本機をテレビに直接ケーブル接続してプレイするソフトウェア内蔵型のゲーム機である。ドラゴンクエストの「ロトシリーズ」に登場する「ロトの剣」を模した剣ユニットと、「紋章ユニット」と呼ばれる本体、それとデータをセーブするための「冒険の書」（メモリーカード）から構成される。
テレビの上に本体を設置し、テレビに向かって剣を振ることによってゲームを進めていく。プレイヤーの剣を振る動作が画面内の剣の動きに連動している。また、剣を振って敵モンスターにダメージを与える以外に、特定の剣の振り方により、ドラゴンクエストシリーズでおなじみの呪文や特技を使うこともできる。
ゲーム機のアーキテクチャは新世代株式会社の「XaviX」（ザビックス）テクノロジを使用している。
舞台は第1作『ドラゴンクエスト』と同じアレフガルドで、ストーリーも同作に準じたものとなっており、同作のリメイク版でもある。
後の2007年、本作のコンセプトを進化させた作品として、Wii対応ゲームソフト『ドラゴンクエストソード 仮面の女王と鏡の塔』が発売されている。同作は、Wiiリモコンを剣のように振ることで敵を攻撃するシステムとなっている。

## ゲームシステム
「概要」の項で述べた通り、テレビに向かって剣を振ったりかざしたりすることで、ゲーム画面にもそのアクションが反映される。そのさまざまなアクションを利用してモンスターを倒しながら進んでいき、ステージをクリアすることが目的となる。

### 攻撃
画面に向かって剣を振り、振った角度（縦・横・斜め）と位置がゲーム画面でも同様に斬撃として現れ、それで画面上のモンスターにダメージを与えて倒していく。
違う角度で一定時間以内に3回連続で攻撃を決めると「ギガソード」が発動し、稲妻をまとった斬撃となって2ヒット分の攻撃となる。
空振りせずに連続で敵に攻撃を当てる（連続で当てた回数は「○○Hit」と表示される）ことで剣パワー（剣の攻撃力）が上昇する。空振りしても剣パワーの減少はないが、次に剣パワーを上昇させるには、再度1から敵に攻撃を当て、現在の剣パワーの次の段階に連続ヒット数が達するまで上昇しない（例えば、20Hitで剣パワーが上昇し、次の剣パワー上昇が25Hitという状態で、25Hitに達する前に空振りしてしまった場合、剣パワー自体は20Hit時のパワーが持続するが、剣パワーを上昇させるにはそこから25回連続で敵に攻撃を当てる必要がある）。敵の毒攻撃を受けると剣パワーが減少する。

### 防御
剣の腹を画面に向けることでバリアが出現し、モンスターの攻撃を防ぐことができる。呪文「スクルト」でバリアを大きくでき、敵の呪文「ルカニ」でバリアが小さくなる。

### 呪文
剣の腹を画面から一定の距離まで近づけることで、呪文画面に切り替わり、画面から呪文を選ぶ（剣の先で呪文のオーブを指し、縦斬りで決定）ことで呪文が発動する。使用するには作中で「オーブ」を入手する必要がある。
攻撃呪文は、剣の先を画面内のモンスターに向けることで、呪文効果で敵を攻撃することができる。
呪文は「ホイミ」「ベホイミ」「ギラ」「ベギラマ」「ライデイン」「ギガデイン」「スクルト」「バイキルト」の8種。
「スクルト」は「防御」の項で述べた通り、防御時のバリアを大きくする効果がある。そのほかの呪文の効果は本編での各呪文の効果に準ずるため、ドラゴンクエストシリーズの呪文体系を参照。
また、敵の呪文「マホトーン」で呪文を封じられることがある。

### 必殺技
ステージのボスモンスターとの戦いでは、必殺技を使用することができる。
ボスモンスターとの戦いでは「必殺技ゲージ」が現れ、攻撃をしたり相手の攻撃を防御することで溜まっていき、必殺技ゲージが最大になると使用することができる。

必殺技を起動する時には画面に5つの玉が横に並んで現れ、カーソルが玉の上を左から右に通過していく。玉を通過するタイミングで剣を振ると玉を「斬った」ことになり、5つの玉をどのように斬ったかによって発動する必殺技が変わってくる。必殺技によっては剣の腹を画面に向ける動作も必要になる。

必殺技はストーリー進行、特定の「復活の呪文」を入力、練習場で覚えていく。覚えていない必殺技は、正しい手順で玉を斬っても発動しない。
特殊な必殺技には特定のボスに大ダメージを与えたり、MPを消費するのも存在する。
これらの操作を自在に行うにはかなりの熟練と集中力が必要となる。また、紋章ユニットの設置、剣の調整も正しく行わなければ、操作はおぼつかないものとなる。

### 成長
シリーズ本編と同様に、敵を倒すことで経験値を得て、経験値が溜まるとレベルが上昇し、HPやMPが増加する。
ただし、経験値が得られるのはステージが終了するタイミングであり、ステージ途中でレベルが上昇することはない。

### 評価
ステージをクリアすると、倒したモンスター数、ヒットした回数、連続ヒット回数、クリアタイムによって「わりとカッコいい」「ちょっとカッコ悪い」などの評価を得られる。最高評価である「超カッコいい」を得たステージには、ステージ選択画面で印がつく。

### 対戦
本作は2人対戦が可能である。対戦には剣ユニットと冒険の書が各2つずつ必要となる。
2人それぞれが攻撃・防御やアイテム、ストーリー中で習得した呪文や必殺技を振り分けて独自の「リール」を作成し、戦闘ではそのリールが回転するので、縦斬りで止めることで自キャラクターの行動を決定して戦う。
キャラクターのHP・MP・呪文・必殺技は冒険の書に記録されているストーリー中での能力に準ずる。

### ミニゲーム
ストーリー中で特定の条件を満たすことで、以下のミニゲームをプレイすることができる。
スライム100
次々と現れる100匹のスライムを、いかに早く全て倒すかを競う。
時々スライムベスが出現するが、斬ってしまうと耐久力の高いキングスライムが出現してしまい、大幅なタイムロスとなる。
メタルでスライム
画面内を素早く駆け抜ける10匹のメタルスライムを倒していく。得点制となっており、後に出てくるメタルスライムほど点数が高く、また空振りや見逃しをしないで連続で倒すことでさらにボーナス点が得られる。全10匹のメタルスライムを全て倒すとはぐれメタルが出現し、それを倒すことで更なるボーナス点を得ることができる。
ばくだんドッジ
自分に向かってくる爆弾岩を斬り、相手に追い返す。2人対戦が可能（剣ユニットが2本必要）で、1人プレイではコンピューターは必ず返して来るので、何回相手に返すことができたかを競い、2人対戦では相手に当てることができれば勝ちとなる。回数を重ねると爆弾岩の動作にフェイントが加わる。

### その他の要素
練習場
人形を相手に「必殺技」の練習を行うことができる。また、ここで発動させることで習得できる必殺技も存在する。
復活の呪文
『ドラゴンクエスト』（第1作）や『ドラゴンクエストII 悪霊の神々』のファミリーコンピュータ版での同名の要素とは異なり、いわば隠しステージを出すためのパスワード。特定の復活の呪文を入力することで、必殺技を習得したり、隠しボスと戦うことができる。復活の呪文の多くはゲーム中でヒントがあるが、中にはノーヒントもある。
小さなメダル
ステージで敵を倒すと時々手に入る。また、ステージ中にある宝箱や、イベントなどでも手に入る。本編同様、メダル王にアイテムと交換してもらうことができる。褒美をもらう方式は『ドラゴンクエストIV 導かれし者たち』のファミリーコンピュータ版および『ドラゴンクエストV 天空の花嫁』と同様に交換（メダルを消費する）方式である。

## 登場人物
「概要」の項で述べた通り、本作は『ドラゴンクエスト』（第1作）のストーリーに準じた物となっている。そのため、主人公・ローラ姫・竜王の設定もそれぞれ同作での同じ人物の設定に準じている。ただし、主人公とローラ姫はデザインが変更されている。

### 主要人物
主人公
本作の主人公。勇者ロトの子孫。ロトの剣を持ってラダトーム城に現れ、アレフガルドの平和のために竜王を討つ旅に出る。
基本的には言葉は話さないが、あるシーンで一度だけ会話を行う。
『ドラゴンクエスト モンスターバトルロード』に登場した際は、本作準拠の容姿となっており、必殺技の演出にてファミコン版とスーパーファミコン版と同様の鎧を身に着けるという演出になっている。
モモたん
勇者にあこがれるももんじゃ。ロトの洞窟で主人公と出会い、主人公に剣で防御する方法をレクチャーした後に同行する。戦闘には参加しない。最終的には竜王に操られて「エビルももんじゃ」となって主人公と戦うことになり、倒した後は主人公に助言を告げて消滅した。
ローラ姫
ラダトームの姫。ラルス16世の娘。数ヶ月前に竜王にさらわれており、とある洞窟に囚われている。
主人公同様、『バトルロードビクトリー』では本作準拠の容姿となっている。

### 各ステージのボスたち
死霊の騎士 （ステージ1）
ガライの街の手前で主人公を抹殺しようと現れる。こちらの攻撃を剣でガードするが、主人公が相手の攻撃を防御すると直後に隙が生まれる。炎の呪文や必殺技に弱い。
人面樹 （ステージ2）
マイラ温泉の神木が竜王の呪いで魔物化したもの。ガップリンを落として攻撃してくる。
ドラゴン （ステージ3）
洞窟で何かを守っている。炎を吐いての攻撃が強力だが、吐き終えると疲れてしまい隙が生まれる。ステージ6にも出現。
キングスライム （ステージ4）
巨大なスライム。ジャンプして上から降って攻撃してくる。また、スライムやスライムベスを落としての攻撃もしてくる。ステージ6にも出現。
シルバーデビル （ステージ4）
竜王が勇者抹殺のために送り込んだ悪魔。離れた位置から玉を放って攻撃してくる。玉は剣での攻撃で跳ね返せるが、青い玉を跳ね返すと回復されてしまう。
ベロリンマン （ステージ5）
最初はステージ途中に現れ、雪合戦を挑んで来る。投げつける雪玉は受けてもダメージはないが、全て剣で跳ね返すといいことがある。ステージの最後では戦いを挑んできて、『IV』でも使った分身技で主人公を惑わす。
キースドラゴン （ステージ6）
強化されたドラゴン。炎攻撃の動きが複雑になっており、防御が難しくなっている。
ゴーレム （ステージ6）
メルキドの街を守る門番。巨体によるパンチ攻撃を放ってくる。
メイジキメラ （ステージ7）
竜王の城の前に現れるキメラ。ある程度ダメージを与えるとモモたんを攫って逃げて行くので倒せない。
スターキメラ （ステージ7）
竜王の城に現れる強敵の1匹。飛び回りながらくちばし攻撃や炎攻撃を放つ。
ストーンマン （ステージ7）
竜王の城に現れる強敵の1匹。連続パンチのスピードがゴーレムより速くなっており、素早く正確な防御が要求される。
死神の騎士 （ステージ7）
竜王の城に現れる強敵の1匹。普段は盾を構えているため攻撃を受け付けない。攻撃する瞬間の隙を狙う必要がある。
ダースドラゴン （ステージ7）
竜王の城に現れる強敵の1匹。炎攻撃はキースドラゴンよりさらに激しく複雑になっており、防御は至難の業。
エビルももんじゃ （ステージ7）
魔物にさらわれたモモたんが、竜王の呪いを受けて変わり果てた姿。竜王に操られて主人公に襲い掛かってくる。マホトーンでこちらの呪文を封じ、残像を残す素早い動きからの攻撃や、闇の呪文などで主人公を苦しめる。
竜王 （ステージ8）
本作の最終ボス。光の玉をラダトーム城から奪い、世界を闇に包もうとした悪の化身。第1作とは異なり、主人公との会話の後にいきなり真の姿である巨大なドラゴンの姿になって戦いを挑んで来る。攻撃は多彩かつ激しく、剣を自在に操っての攻撃や防御、そしてある必殺技を自在に出せなければ勝利は見えてこない。

## ストーリー・各ステージ
本作は『ドラゴンクエスト』（第1作）をベースに、オリジナル要素を加えたストーリーを、8つのステージを通して追っていく形式となっている。一度クリアしたステージは再度プレイが可能である。
ステージ1 「勇者旅立つ」
アレフガルドの地から魔物を封じていた、勇者ロトが神から授かった光の玉が竜王に奪われ、アレフガルドは滅亡の危機に瀕していた。そんな中、精霊ルビスの導きのもとロトの血を引く勇者が、ロトの剣を携えてラダトーム城に現れる。勇者は王より竜王討伐の命を受け、また、兵士長からラダトームの姫ローラがさらわれたことも聞き、ローラ姫を助け出し竜王を倒す旅へと出る。
兵士長の言葉に従い、主人公はガライの街へと向かってラダトーム平野を北へと進む。その途上、主人公は平野の途中にあるロトの洞窟へと入り、そこで勇者に憧れるももんじゃの「モモたん」と出会い、彼を仲間にしてラダトーム平野を進んでいく。
ステージ2 「森を抜けて」
ガライの街で、ローラ姫が東にさらわれたとの情報を得た主人公は、ラダトーム平野を東へと向かい、さらにマイラの森を抜けてマイラの村にたどり着く。マイラの村は温泉が名物なのだが、何故か村人は口をそろえて温泉に行くのを止めようとする。不審に思った主人公が温泉に向かうと、そこには巨木の魔物・人面樹がいた。
ステージ3 「悲しみの姫」
マイラの村で、ローラ姫が南の洞窟に囚われているとの情報を得た主人公は、マイラの森を南に抜け、体力を奪われる毒の沼地を抜けて沼地の洞窟へとたどり着く。その奥にいるのは囚われのローラ姫と、獰猛なドラゴンであった。
ステージ4 「山脈を行く」
ローラ姫を救出した主人公は、リムルダールの南にあるという聖なるほこらへと向かう。リムルダール平野からリムルダールの街を経てリムルダール山道を抜けて聖なるほこらへとたどり着くも、そこで竜王の刺客シルバーデビルの襲撃を受ける。
ステージ5 「氷の迷宮」
竜王の城のある魔の島へ渡るために必要な道具が、マイラの北の雨のほこらにあるという。それを得るため、マイラの森・マイラ雪原を経て氷の洞窟を抜ける。
ステージ6 「守りしモノ」
主人公はロトの印を得るために、はるか南にあるメルキドの街を目指す。広大な死の砂漠、険しいメルキド山脈を抜けてメルキドの街にたどり着くが、巨大なゴーレムが入り口を塞ぐ。
「死の砂漠」は『ドラゴンクエスト』での「ドムドーラ」の周辺の砂漠に該当するが、本作ではドムドーラに立ち寄ることはない。
ステージ7 「竜王の城」
主人公たちは竜王の城に到着。しかし、城の入り口でモモたんが魔物にさらわれる。さらった魔物を追って城内へと入り、次々と現れる強敵たちを倒して玉座の間にたどり着いた主人公が見たものは、変わり果てたモモたんの姿であった。
ステージ8 「最後の戦い」
邪悪化したモモたんを倒してしまった主人公は、玉座の隠し階段を発見して城の奥へ向かう。奥の真の玉座には、邪悪の化身・竜王が鎮座していた。主人公は、モモたんの仇を討つため、そして世界の平和のために、モモたんの遺言から得た必殺技を携えて最後の戦いに挑む。

## 周辺機器
剣神ドラゴンクエスト 専用ACアダプター
「紋章ユニット」の電源を家庭用100V電源より供給するための機器。未使用の場合は単三型乾電池4本が電源として必要となる。
剣神ドラゴンクエスト 専用メモリーカード 冒険の書
本体に1つ付属している「冒険の書」（メモリーカード）の別売り。本体付属品は赤色をしているが、別売り品は黒。

## 攻略本
- Vジャンプブックスゲームシリーズ 剣神ドラゴンクエスト 蘇りし伝説の剣 まるわかりガイドブック（ISBN 4-08-779262-5）
- SE-MOOK 剣神ドラゴンクエスト 蘇りし伝説の剣 超カッコいい公式ガイドブック（ISBN 4-7575-1097-7）